# Karoline von Hessen-Kassel

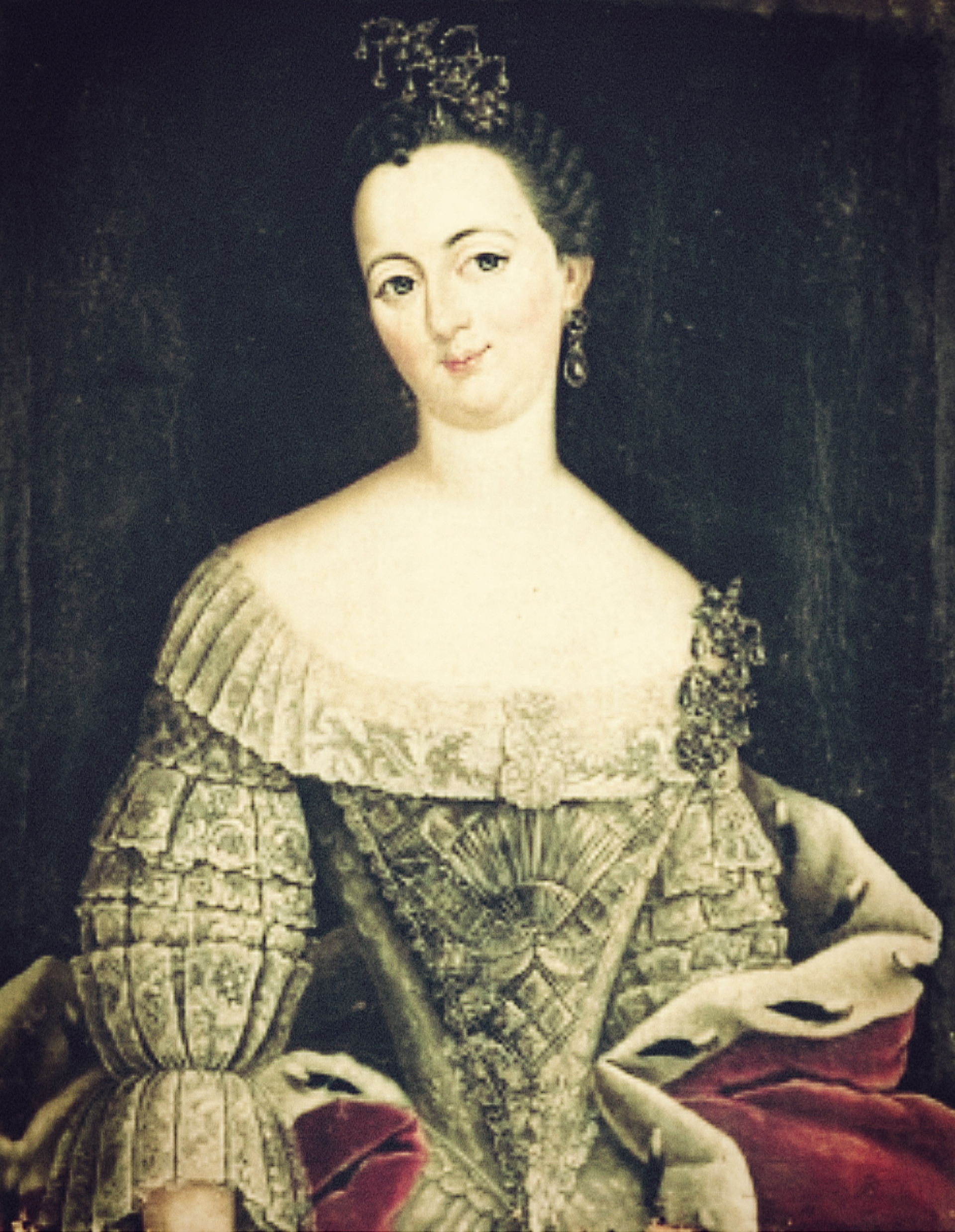
Porträt von Karoline von Hessen-Kassel (18. Jahrhundert)

Karoline von Hessen-Kassel (* 10. Mai 1732 in Kassel; † 22. Mai 1759 auf Schloss Zerbst) war eine deutsche landgräfliche Prinzessin und durch Heirat Fürstin von Anhalt-Zerbst.

## Leben
Karoline war die jüngste Tochter des landgräflichen Prinzen Maximilian von Hessen-Kassel (1689–1753) und dessen Gemahlin Friederike Charlotte von Hessen-Darmstadt (1698–1777), der „Prinzessin Max“.
Ihre Geschwister waren:
- Karl (1721–1722)
- Friederike (1722–1787), ⚭ Herzog Friedrich August von Holstein-Gottorp
- Christine Charlotte (1725–1782), Koadjutorin des Stifts Herford
- Wilhelmine (1726–1808), ⚭ Heinrich von Preußen
- Marie (1726–1727)
- Elisabeth Sofie Luise (1730–1731)

Am 8. November 1753 heiratete sie in Kassel den Fürsten Friedrich August von Anhalt-Zerbst (1734–1793). Der Zweck dieser Heirat war überwiegend die Festigung der Rolle des Hauses Hessen innerhalb der großen nordeuropäischen Königshäuser und der Zarenfamilie. Friedrich August verfügte über gute Beziehungen zu Schweden, Preußen und Russland. Seine Schwester Sophie Auguste Friederike war die spätere Zarin Katharina II.
Während des Siebenjährigen Krieges hielt Friedrich August sich als Feldmarschall im Dienste des Kaisers von 1756 an überwiegend außerhalb seines Fürstentums auf. Karoline blieb in Zerbst. Ihre Ehe blieb kinderlos.
Nach ihrem Tod heiratete Friedrich August die Prinzessin Friederike Auguste von Anhalt-Bernburg. Da auch diese Ehe kinderlos blieb, erlosch die Linie Anhalt-Zerbst mit seinem Tod im Jahre 1793.